# Lac Taal
Pour l’article ayant un titre homophone, voir Lac Tal.
Pour les articles homonymes, voir Taal.
Le lac Taal, anciennement lac Bombon, en anglais Taal Lake et Bombon Lake, est un lac de cratère des Philippines situé dans la province de Batangas, sur l'île de Luçon.

## Description

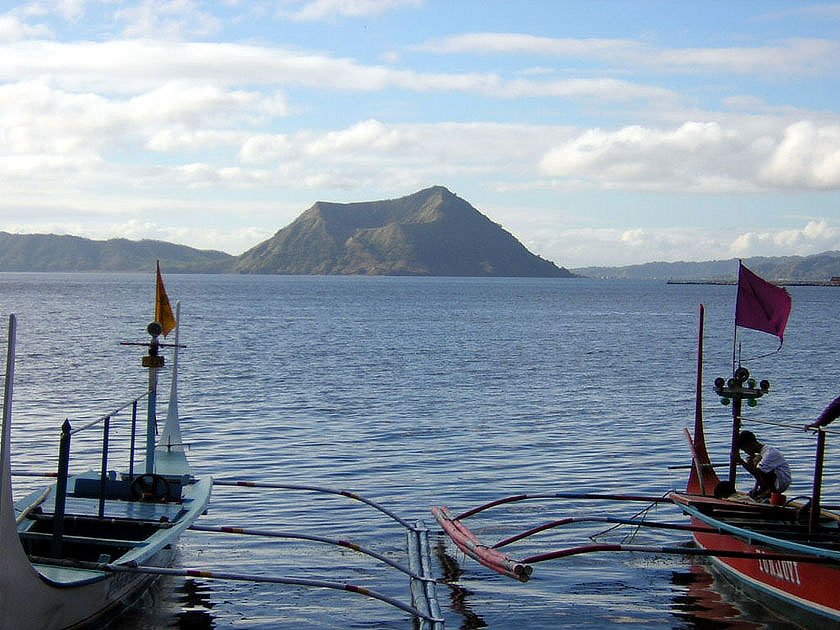
Vue du Binintiang Malaki, un cône volcanique au bord du lac.

Ce lac remplit partiellement la caldeira du Taal et comporte plusieurs îles dont la plus grande est Volcano Island, la partie active du volcan. Il se déverse dans la baie de Balayan via la Pansipit.

## Particularité
On peut noter que le cratère de Volcano Island forme un lac qui contient lui même un îlot appelé « point Vulcain », présent depuis la dernière éruption survenue en 1911; il s'agit donc d'une île dans une île dans une île,.

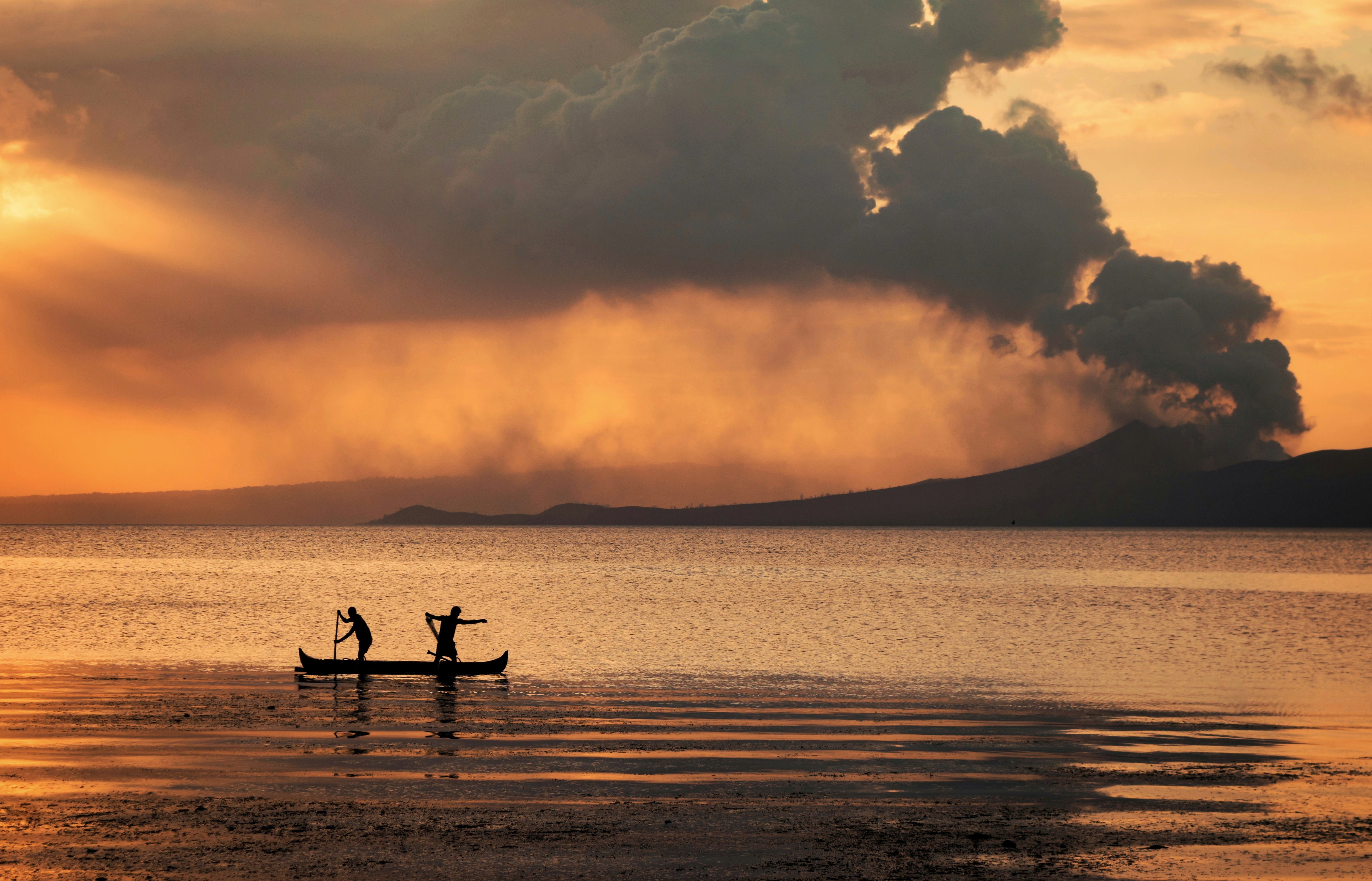
Pêcheurs de tilapia sur le lac Taal, bravant les risques d'éruption du Taal en janvier 2020 (Philippines).